# اعتقالات ديمقراطيي هونغ كونغ 2021

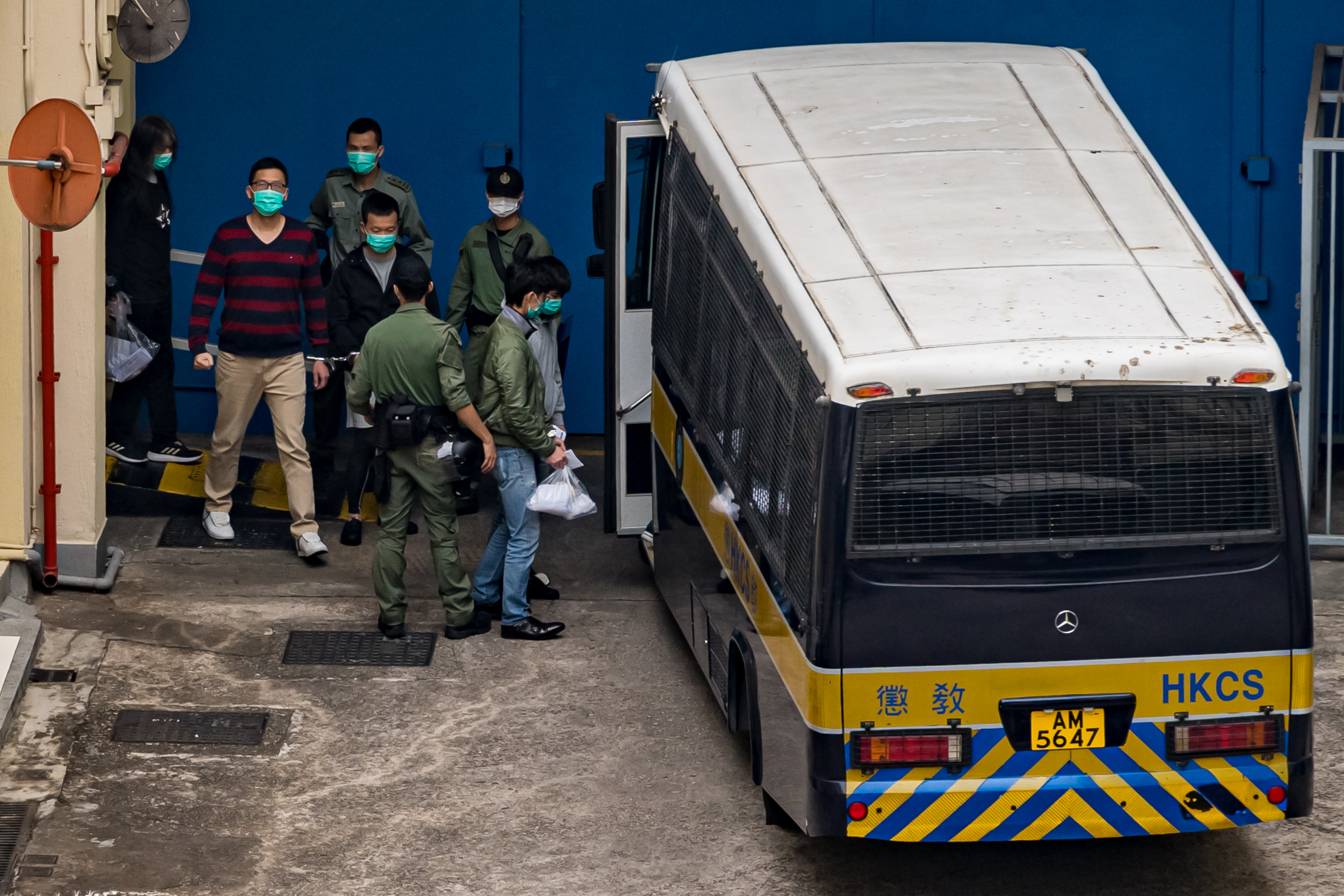
لام تشيوك تينغ وريموند تشان تشي تشوين في مركز استقبال لاي تشي كوك 2021

اعتقالات ديمقراطيي هونغ كونغ 2021 في 6 يناير 2021 ألقي القبض على 53 ناشطًا مؤيدًا للديمقراطية في هونغ كونغ ومشرعين سابقين وأخصائيين اجتماعيين وأكاديميين من قبل إدارة الأمن القومي لقوات شرطة هونغ كونغ بموجب قانون الأمن القومي بسبب تنظيمهم ومشاركتهم في الانتخابات التمهيدية المؤجلة لاحقًا. انتخابات المجلس التشريعي بما في ذلك ستة منظمين و47 مشاركًا مما يجعلها أكبر حملة قمع بموجب قانون الأمن القومي منذ إقراره في 30 يونيو 2020. كما داهمت الشرطة 72 مكانًا بما في ذلك منزل الناشط المسجون جوشوا وونغ ومكاتب منافذ الأخبار أبل ديلي وستاند نيوز ومعهد استطلاعات الرأي معهد هونغ كونغ لأبحاث الرأي العام، وجمدت أكثر من 200.000 دولار من الأموال المتعلقة بالانتخابات التمهيدية. وكان هؤلاء أبرز السياسيين في معسكر المعارضة الذين اعتقلتهم السلطات.
في 28 فبراير اتُهم 47 شخصية معارضة من بين أولئك الذين قُبض عليهم في يناير، والذين عُرفوا فيما بعد باسم هونج كونج 47 رسميًا بالتآمر لارتكاب أعمال تخريب بموجب قانون الأمن القومي. وشهد مثولهم أمام المحكمة في 1 مارس تجمع مئات المتظاهرين خارج المبنى، وهو عمل نادر من التحدي أمام خلفية القيود بسبب قانون الأمن القومي ووباء كوفيد 19.
أعرب العديد من محامي الدفاع عن اعتراضاتهم في المحكمة على بطء الملاحقات القضائية، والتي تتناقض مع التهم الموجهة بسرعة. اعتبر المحللون أن الاتهامات البطيئة التي امتدت إلى قضايا الأمن القومي الأخرى هي إستراتيجية متعمدة مصممة لإذكاء الخوف. ورفعت القضية عدة مرات. عند التأجيل في 4 مارس 2022 تم تحديد موعد الجلسة التالية في 28 أبريل بسبب جائحة كوفيد 19، وفي ذلك التاريخ طُلب من المتهمين المثول مرة أخرى في 1 إلى 2 يونيو، وكان قاضي محكمة أعلى قد دعا المحكمة الابتدائية قبل أيام قليلة لتقديم محاكمة سريعة. تعرض المتهمون في بعض الأحيان للحبس الانفرادي.
اعتبارًا من 8 مارس 2022 تم الإفراج بكفالة عن 13 متهمًا فقط من أصل 47، وهو ما يعكس المتطلبات الصارمة للإفراج بكفالة بموجب قانون الأمن القومي. بحلول أوائل يوليو 2021 أعلن العديد من المتهمين تقاعدهم من السياسة.